# Holispark
Holispark je francouzská rocková kapela, původem z města Lille na severu země. Založená byla v roce 2015 a mezi její členy patří Manon Hollander, Roch Deroubaix, Kévin Stahl, Nico Delpierre a Maxime Mouquet.

## Členové
- Manon Hollander - zpěv
- Kévin Stahl - kytara
- Roch Deroubaix - bicí
- Nico Delpierre - kytara
- Maxime Mouquet - baskytara

## Písně a videoklipy
První debutový EP, "The Harvest", vydala kapela 16. září 2016. O necelé dva roky později, 2. února 2018, vychází první album s názvem "Sonic Boom". 20. prosince stejného roku zveřejnila Holispark samostatnou skladbu "Hold On".

### The Harvest
- Win Or Learn
- Tonight (videoklip)
- Light (videoklip)
- Disposable Friends
- Further
- Slippery Slope (video)

### Sonic Boom
- Emotionally (videoklip)
- White Flag
- Target
- Bitter Boyack
- Sunset (videoklip)
- Failed Escape
- Good Wave
- Hope
- Trapped
- The Shadow
- Call Me When It's Over

### Hold On
- Hold On (videoklip)